# منظمة القسط
منظمة القسط لحقوق الإنسان هي منظمة حقوقيّة تتخذُ من لندن مقرًا لها وتعملُ على تعزيزِ حقوق الإنسان في المملكة العربية السعودية وتوثيق الانتهاكات عبر عددٍ من التقارير والأخبار والأبحاث.

## التأسيس والأهداف
تأسّست منظمة القسط في آب/أغسطس 2014 على يدِ يحيى عسيري وهو ضابط سابق في سلاح الجو الملكي السعودي، وذلكَ بهدف توثيق انتهاكات حقوق الإنسان في المملكة العربية السعودية ونشر تقارير عنها. وصفَ عسيري سبب اختيارهِ للاسم على أنّه من القرآن ويعني «العدالة»، من أجل تجنب أن يُنظر إلى المنظمة على أنها تهاجم الثقافة السعودية.

## التقارير والطعون

### نشطاء حقوق الإنسان
في شباط/فبراير 2018؛ عارضت منظمة القسط إدانة عيسى النخيفي الذي حُكم عليه بالسجن لمدة ست سنوات يليهِ حظرٌ من السفر لمدة ست سنوات كما مُنعَ من استعمال وسائل التواصل الاجتماعي وذلك بعدما نشرَ سلسلة تغريدات ينتقدُ فيها التدخل الذي تقوده المملكة العربية السعودية في اليمن.
وثقت منظمة القسط احتجاز نشطاء حقوق الإنسان في السعودية بما في ذلك موجة الاعتقالات التي بدأت باحتجاز نهى البلوي في كانون الثاني/يناير 2018 والتي تمّ استجوابها أثناء احتجازها بسبب أنشطتها في مجال حقوق المرأة. وتعدّ البلوي من بينِ أوائل المُعتقلات عام 2018 كما تُعتبر من بينِ أبرز المناديات بالسماح للنساء بقيادة السيارة وكذا المُطالبة بإسقاط الولاية. وصفت منظمة القسط سلسلة الاعتقالات بأنها «استهدافٌ غير مسبوق للمدافعات عن حقوق الإنسان» في حينَ وصفَ المقررون الخاصون للأمم المتحدة ما يحصل «بالحملة القمعيّة».
في آب/أغسطس 2018؛ دعت القسط إلى إسقاط كل التهم الموجهة إلى إسراء الغمغام وهي حقوقيّة معروفة بتوثيقها لاضطرابات القطيف التي بدأت في عام 2011 واستمرت خلال فترة 2017-18. صرحت القسط في وقتٍ لاحق بالقولِ أن المدعي العام في قضية الغمغام قد طلبَ الحكم عليها بالإعدام وحاولت المنظمة الضغط من أجل الحيلولة دون ذلك.

### علماء المسلمين
في سبتمبر 2018؛ ذكرت القسط أنّ العالِم السعودي المُسلم سلمان العودة الذي شارك عام 1993 في تأسيس لجنة الدفاع عن الحقوق الشرعية وهي مجموعة سعودية معارضة قد يُحكم عليهِ بالإعدام بعدما وُجّهت له تهمة العيب في الذات الملكية في دعوى قضائية مرفوعة ضده في المحكمة الجنائية المتخصصة.

### نظام الكفالة
بحلول عام 2018 أبلغت قناة فرانس 24 بتعاونٍ مع منظمة القسط عن استخدام موقع تويتر وباقي شبكات التواصل الاجتماعي الأخرى عبر الإنترنت من قبل أرباب العمل لبيعِ عاملات المنازل إلى كفيلٍ آخر في انتهاكٍ واضحٍ وصريحٍ للقانون السعودي فيما وصفت القسط هذا «التداول» عبر النت باسم «العبودية 2.0» في إشارةٍ إلى أنها «عبودية على الطراز الحديث».

### نداء إلى الجمعية العامة للأمم المتحدة
في تشرين الأوّل/أكتوبر من عام 2018؛ انضمت القسط إلى 160 من منظمات المجتمع المدني الأخرى في الدعوة إلى تحقيق دولي مستقل في عمليّة اغتيال جمال خاشقجي كما دعوا إلى تعليقِ عضويّة المملكة العربية السعودية في مجلس حقوق الإنسان التابع للأمم المتحدة.

### التقرير الحقوقي السنوي
في مؤتمرها السنوي الثاني في كانون الثاني/ديسمبر 2018؛ أصدرت القسط تقريرًا يلخص حالة حقوق الإنسان في عهدِ الملك سلمان حيثُ وصفت بداية الحكم بأنها «فترةٌ من القمع لم يسبق لها مثيل سواء في نطاقها أو في نطاق أساليبها» كما تحدثت بنوعٍ من التفاصيل حول عددٍ من الانتهاكات التي ترتكبها السلطات في المملكة بما في ذلك الاستخدام المفرط للقوة المسلحة في بعض المناطق السكنيّة المكتظة بالسكان خلال اضطرابات القطيف 2017-2019 وكذَا التدخل بقيادة العربية السعودية في اليمن فضلًا عن اغتيال الصحفي السعودي جمال خاشقجي.
تحدثت منظمة القسط أيضًا عن موجة الاعتقالات التي طالت عددًا من الشخصيّات داخل المملكة خلال الفترة 2017-2019 وقسّمتها إلى ثلاث موجات: بدأت الموجة الأولى عقبَ اعتقال سلمان العودة، عبد الله المالكي، عصام الزامل وغيرهم من الأكاديميين والمثقفين والإعلاميين والقادة الدينيين في 10 سبتمبر 2017 أمّا الموجة الثانية فكانت سلسلة الاعتقالات بتهم الفساد والتي بدأت في 4 نوفمبر 2017 وذلك حينَما تم اعتقال المئات من الأمراء السعوديين البارزين والشخصيّات ورجال الأعمال. أمّا الموجة الثالثة فكانت باعتقال عددٍ منَ النسويات والسيّدات اللاتي كنّ قد طالبنَ بإسقاط الولاية وتمكينِ المرأة في عددٍ من المجالات بما في ذلك السماح لها بقيادة السيارة كما شملَ الاعتقال مجموعة من الرجال الذين كانوا يؤيدون هذهِ المطالب.